# Pearl McGonigal
Pearl Kathryne McGonigal, CM, OM (* 10. Juni 1929 in Melville, Saskatchewan) ist eine kanadische Politikerin. Von 1981 bis 1986 war sie Vizegouverneurin der Provinz Manitoba.

## Biografie
Vor ihrem Einstieg in die Politik arbeitete McGonigal neun Jahre als Bankangestellte und sieben Jahre als Werbefachfrau. 1969 wurde sie als erste Frau in den Stadtrat von St. James-Assiniboia gewählt, zwei Jahre vor der Eingemeindung nach Winnipeg. Danach gehörte sie weitere zehn Jahre dem Stadtrat von Winnipeg an, von 1979 bis 1981 als Vize-Bürgermeisterin.
Während dieser Zeit schrieb McGonigal zahlreiche Kolumnen in lokalen Zeitungen. Darunter war eine wöchentliche Kolumne übers Kochen namens Frankly Feminine, die ihr den Ruf einer Gourmetköchin einbrachte und sie in ganz Manitoba bekannt machte. Darüber hinaus war sie Vorstandsmitglied oder Direktorin zahlreicher wohltätiger und kultureller Organisationen, außerdem war sie in den Verwaltungsräten mehrerer Unternehmen vertreten.
Generalgouverneur Edward Schreyer vereidigte McGonigal am 23. Oktober 1981 als Vizegouverneurin von Manitoba. Sie war die erste Frau in diesem repräsentativen Amt und übte es bis zum 11. Dezember 1986 aus. Daraufhin nahm sie ihre früheren karitativen Tätigkeiten wieder auf. 1994 erhielt sie für ihre Verdienste den Order of Canada, sechs Jahre später den Order of Manitoba.